# Giải quần vợt Pháp Mở rộng 2016 - Đơn nam
Novak Djokovic đã đánh bại Andy Murray trong trận chung kết, 3-6, 6-1, 6-2, 6-4 để giành danh hiệu quần vợt đơn nam đầu tiên của anh tại Giải quần vợt Pháp Mở rộng 2016. Djokovic hoàn thành Grand Slam sự nghiệp và đạt được một giải Grand Slam năm không theo lịch với danh hiệu này, trở thành tay vợt nam đầu tiên kể từ Rod Laver năm 1969 nắm giữ cả bốn danh hiệu lớn cùng một lúc và là tay vợt nam đầu tiên trong lịch sử làm được điều đó trên ba bề mặt sân khác nhau. Djokovic cũng trở thành người đàn ông đầu tiên kể từ Jim Courier năm 1992 giành được cả hai giải Úc và Pháp trong cùng một năm dương lịch; Ngoài ra, anh đã giữ vị trí số một trong bảng xếp hạng ATP đến tuần thứ 200 trong tuần đầu tiên của giải đấu và tuần thứ 100 liên tiếp ở vị trí số một trong bảng xếp hạng ATP trong tuần thứ hai của giải đấu. Djokovic cũng cải thiện kỷ lục của mình về số điểm xếp hạng cao nhất từng được nắm giữ bởi bất kỳ tay vợt nào lên con số 16.950.
Stan Wawrinka là nhà đương kim vô địch, nhưng bịAndy Murray đánh bại trong trận bán kết. Murray trở thành người đàn ông Anh đầu tiên kể từ khi Bunny Austin lọt vào trận chung kết  năm 1937. Trận thắng của Murray đồng nghĩa với việc anh cũng đã lọt vào trận chung kết của bốn giải đấu Grand Slam ít nhất một lần trong sự nghiệp.
Giải đấu này đánh dấu lần đầu tiên trong thế kỷ 21, Roger Federer không chơi tại một sự kiện đánh đơn Grand Slam chính, kết thúc kỷ lục 65 lần xuất hiện tại Grand Slam liên tiếp, Grand Slam cuối cùng mà anh bỏ lỡ là US Open 1999.
Nhà vô địch mười hai lần Rafael Nadal đã rút lui trước trận đấu vòng ba do chấn thương cổ tay.